# Ken Noritake
Ken Noritake (則武 謙 Noritake Ken?,  18 de julio de 1922 - 6 de marzo de 1994) fue un futbolista japonés que se desempeñaba como delantero.
En 1951, Noritake jugó para la selección de fútbol de Japón. Noritake fue elegido para integrar la selección nacional de Japón para los Juegos Asiáticos de 1951.

## Trayectoria

### Clubes
| Club         | País  | Año  |
| ------------ | ----- | ---- |
| Nippon Yusen | Japón | ???? |

### Selección nacional
| Selección | País  | Año  |
| --------- | ----- | ---- |
| Absoluta  | Japón | 1951 |

## Estadística de equipo nacional
| Selección de Japón | Selección de Japón | Selección de Japón |
| Año                | Part.              | Goles              |
| ------------------ | ------------------ | ------------------ |
| 1951               | 1                  | 0                  |
| Total              | 1                  | 0                  |